# Paroligoneurus eximius
Paroligoneurus eximius är en stekelart som först beskrevs av Mason 1957.  Paroligoneurus eximius ingår i släktet Paroligoneurus och familjen bracksteklar. Inga underarter finns listade i Catalogue of Life.